# Megadytes guayanensis
Megadytes guayanensis är en skalbaggsart som först beskrevs av Wilke 1920.  Megadytes guayanensis ingår i släktet Megadytes och familjen dykare. Inga underarter finns listade i Catalogue of Life.